# Robert Malm
Robert Malm (Dunkerque, Francia, 21 de agosto de 1973) es un exjugador, exentrenador de fútbol y actual periodista deportivo francotogolés. En su etapa como jugador profesional se desempeñaba como delantero.

## Selección nacional
Fue internacional con la selección de fútbol de Togo en 2 ocasiones.

### Participaciones en Copas del Mundo
| Mundial                        | Sede     | Resultado      | Partidos | Goles |
| ------------------------------ | -------- | -------------- | -------- | ----- |
| Copa Mundial de Fútbol de 2006 | Alemania | Fase de grupos | 1        | 0     |

## Clubes

### Como jugador
| Club             | País    | Año       |
| ---------------- | ------- | --------- |
| RC Lens          | Francia | 1991-1993 |
| US Dunkerque     | Francia | 1993-1994 |
| US Fécampoise    | Francia | 1994-1996 |
| Stade briochin   | Francia | 1996-1997 |
| FC Lorient       | Francia | 1997-1998 |
| FC Toulouse      | Francia | 1998-1999 |
| FC Lorient       | Francia | 1999      |
| ASOA Valence     | Francia | 1999-2000 |
| FC Gueugnon      | Francia | 2000-2001 |
| ES Wasquehal     | Francia | 2001-2002 |
| Grenoble Foot 38 | Francia | 2002-2004 |
| Stade Brest      | Francia | 2004-2006 |
| Montpellier HSC  | Francia | 2006-2008 |
| Nîmes Olympique  | Francia | 2008-2009 |
| AS Cannes        | Francia | 2009-2010 |

### Como entrenador
| Club                          | País    | Año       |
| ----------------------------- | ------- | --------- |
| Nîmes Olympique (fútbol base) | Francia | 2010-2011 |
| AS Cherbourg (fútbol base)    | Francia | 2011-2012 |